# Kwadrupol
Kwadrupol – obiekt posiadający moment kwadrupolowy, a nie posiadający wyższych momentów.
Może być zrealizowany na wiele różnych sposobów np.:
- Układ 4 jednakowych co do wielkości ładunków umieszczonych w wierzchołkach równoległoboku w ten sposób, że każdy bok łączy różnoimiennie ładunki.
- Układ 3 ładunków (dwóch równych i trzeci dwa razy większy o przeciwnym znaku) umieszczonych liniowo na odcinku tak, że dwa mniejsze są równoodległe od większego.

Układ taki scharakteryzowany jest przez wielkość fizyczną zwaną momentem kwadrupolowym, która określa pole układu ładunków w dużych odległościach w tych przypadkach, gdy całkowity ładunek i moment dipolowy układu są równe zeru (multipole elektryczne i magnetyczne). 
Kwadrupol określa rozkład ładunków elektrycznych lub dipoli magnetycznych w układzie zamkniętym (np. w jądrze atomowym, cząsteczce).

## Zobacz też

Pole elektryczne układu czterech ładunków (kwadrupol elektryczny)
Pole magnetyczne kwadrupolowego układu cewek
Linie pola kwadrupola obserwowane z odległości dużo większej niż rozmiary układu